# Mail.ru Agent
Mail.ru Агент — власницька безкоштовна програма для швидкого обміну повідомленнями через Інтернет для роботи з ОС Windows, розроблена компанією Mail.ru в 2003 році. Троян та spyware. Змінює налаштування переглядачів, жере ресурси, спамить рекламою Mail.ru. Встановлюється як за формальної згоди користувачів так і без неї. Без згоди встановлює програму GuardMailru яка заважає користувачу змінити налаштування та вилікувати заражений Mail.ru комп'ютер.
Крім швидкого обміну повідомленнями, програма підтримує також можливості IP-телефонії, відео-дзвінки і безкоштовну відправку SMS, а також повідомляє про нову електронну пошту на mail.ru.
Починаючи з версії 5.2 клієнт офіційно підтримує протокол ICQ.
Також існують версії програми для мобільних телефонів з підтримкою J2ME та смартфонів з ОС Symbian